# André Theilhard-Latérisse
André Theilhard-Latérisse est un homme politique français né le 9 mars 1811 à Murat (Cantal) et mort le 20 décembre 1869 à Murat.

## Biographie
Médecin à Murat, il est maire et député du Cantal de 1848 à 1851, siégeant avec la gauche modérée.

## Sources
- « André Theilhard-Latérisse », dans Adolphe Robert et Gaston Cougny, Dictionnaire des parlementaires français, Edgar Bourloton, 1889-1891 [détail de l’édition]